# Juan Antón
Juan Antón es una localidad española del municipio de El Madroño, perteneciente a la provincia de Sevilla, en la comunidad autónoma de Andalucía.

## Historia
Hacia mediados del siglo XIX, el lugar tenía contabilizada una población de 63 habitantes. La localidad aparece descrita en el noveno volumen del Diccionario geográfico-estadístico-histórico de España y sus posesiones de Ultramar de Pascual Madoz de la siguiente manera:

JUAN ANTON: uno de los cas. comprendidos en el radio de la felig. del Madroño, ayunt. del Castillo de las Guardas (V.), prov. de Sevilla, part. jud. de Sanlucar la Mayor. Tiene 16 casas y algunos manantiales de buen agua, y su terreno de inferior calidad, produce trigo, cebada, centeno, lino, bellotas y miel: se cria ganado cabrío, vacuno y de cerda, caza de conejos, perdices, jabalíes y venados. pobl.: 17 vec., 63 alm. riqueza y contr.: con el ayunt.
(Madoz, 1847, p. 647)

En la actualidad pertenece al municipio de El Madroño. En 2022, la entidad singular de población tenía empadronados 26 habitantes y el núcleo de población 19 habitantes.